# تونی رنسا
جورج آنتونی "تونی" رنسا (به انگلیسی: George Anthony (Tony) Rensa) یک بازیکن لیگ اصلی بیس بال بود. رنسا برای یانکی‌های نیویورک، دیترویت تایگرز، فیلادلفیا فیلیز و وایت ساکس شیکاگو بازی کرد. نفش او در زمین ضربه زن و راست دست بود.